# Turning Torso
Turning Torso — хмарочос в Мальме, Швеція. Висота 54-поверхового будинку становить 190 метрів, він є найвищим будинком Скандинавії, та другим за висотою житловим будинком Європи після Тріумф-Паласу в Москві. Будівництво було розпочато в 2001 році і 27 серпня 2005 року хмарочос було офіційно відкрито. У 2005 році він здобув нагороду Emporis Skyscraper Award, як найкращий хмарочос у світі, збудований цього року.
Прототипом конструкції будинку послужила скульптура Сантьяго Калатрава «Twisting Torso» (англ. Закручений торс). Конструкція будівлі складається з 9 сегментів по 5 поверхів кожна. Кожен з сегментів повернутий вбік на декілька градусів, а останній сегмент повернутий на 90° за годинниковою стрілкою відносно першого сегменту. Кожен поверх має п'ятикутну форму з вертикальним ядром, що підтримується зовнішнім сталевим каркасом. В нижніх двох сегментах розташовані офіси. З третього по дев'ятий сегмент розташовані 147 розкішних апартаментів.
Turning Torso є приватним житловим будинком і він закритий для широкої публіки.